# Cantagallo (paroisse civile)
Pour les articles homonymes, voir Cantagallo.
Cantagallo est l'une des trois paroisses civiles de la municipalité de Juan Germán Roscio dans l'État de Guárico au Venezuela. Sa capitale est Cantagallo.

## Géographie

### Démographie
Hormis sa capitale Cantagallo, la paroisse civile comporte plusieurs localités, dont :
- Agua Hedionda
- Cantagallo
- El Guyabo
- El Rincón de San Antonio
- Juncalito (partagé avec Parapara et San Juan de Los Morros)
- La Galia
- La Musiuera
- Las Piedras
- Los Lucas (partagé avec San Juan de Los Morros)
- San José del Paso
- Viboral (partagé avec San Juan de Los Morros)